# Catriona Morrison
Catriona Morrison (* 11. Januar 1977 in Glasgow) ist eine ehemalige britische Duathletin und Triathletin. Sie ist zweifache ITU-Weltmeisterin auf der Kurzdistanz (2006, 2010), Langdistanz (2007, 2008), zweifache Europameisterin im Duathlon (2007, 2009), zweifache Ironman-Siegerin (2010, 2011) und wird in der Bestenliste britischer Triathletinnen auf der Ironman-Distanz geführt.

## Werdegang
Im August 2002 startete Catriona Morrison bei den Commonwealth Games 2002 in Manchester für Schottland im Triathlon und belegte den 13. Rang.

### Weltmeisterin Duathlon Kurzdistanz 2006
2006 wurde die damals 29-Jährige in Kanada Duathlon-Weltmeisterin auf der Kurzdistanz.
2009 erstellte sie in Roth bei ihrem ersten Start auf der Ironman- oder Langdistanz (3,86 km Schwimmen, 180,2 km Radfahren und 42,195 km Laufen) einen neuen Weltrekord für die Debützeit und erreichte nach 8:48:11 h den dritten Rang.

### Siegerin Ironman 2010
Im Mai 2010 gewann sie den Ironman auf Lanzarote. Ein Jahr später gewann sie im Mai 2011 mit dem Ironman Texas ihr zweites Ironman-Rennen.
2014 gewann sie auf der Langdistanz in Frankreich den Triathlon EDF Alpe d’Huez.
Im Januar 2015 erklärte Morrison zwei Tage nach ihrem 38. Geburtstag ihre Profikarriere für beendet. Sie lebt in Broxburn.

## Auszeichnungen
- Member of the Order of the British Empire (MBE), 2015

## Sportliche Erfolge
| Datum/Jahr    | Rang | Wettbewerb                                       | Austragungsort   | Zeit     | Bemerkung                                                          |
| ------------- | ---- | ------------------------------------------------ | ---------------- | -------- | ------------------------------------------------------------------ |
| 7. Sep. 2014  | 14   | Ironman 70.3 World Championship                  | Mont-Tremblant   | 04:23:40 |                                                                    |
| 4. Mai 2014   | 2    | Ironman 70.3 St. Croix                           | Saint Croix      | 04:34:40 |                                                                    |
| 16. Feb. 2014 | 2    | Ironman 70.3 Panama                              | Panama City      | 04:06:16 |                                                                    |
| 19. Jan. 2014 | 1    | Ironman 70.3 Auckland                            | Auckland         | 04:14:42 |                                                                    |
| 8. Sep. 2013  | 4    | Ironman 70.3 World Championship                  | Las Vegas        | 04:27:50 |                                                                    |
| 11. Aug. 2013 | 3    | Ironman 70.3 Germany                             | Wiesbaden        | 04:36:27 | Dritte bei der Europameisterschaft über die halbe Ironman-Distanz  |
| 7. Juli 2013  | 2    | Ironman 70.3 Norway                              | Haugesund        | 04:15:13 | Zweite hinter der Österreicherin Lisa Hütthaler                    |
| 5. Mai 2013   | 1    | Ironman 70.3 St. Croix                           | St. Croix        | 04:38:56 |                                                                    |
| 11. Juni 2011 | 1    | TriGrandPrix                                     | Zarautz          |          | Mitteldistanz über 2,5 km Schwimmen, 76 km Radfahren und 20 Laufen |
| 1. Mai 2011   | 1    | Ironman 70.3 St. Croix                           | St. Croix        | 04:29:28 |                                                                    |
| 10. Apr. 2011 | 1    | Ironman 70.3 Texas                               | Galveston Island | 04:06:43 |                                                                    |
| Mai 2010      | 1    | Ironman 70.3 St. Croix                           | St. Croix        | 04:31:06 | [ 4 ]                                                              |
| 23. Aug. 2009 | 2    | Ironman 70.3 Timberman                           | New Hampshire    |          | Zweite hinter Chrissie Wellington                                  |
| 2. Aug. 2009  | 3    | Ironman 70.3 Calgary                             | Calgary          |          |                                                                    |
| 14. Juni 2009 | 1    | UK Ironman 70.3                                  | Somerset         | 04:40:14 | Siegerin vor Julie Dibens                                          |
| 3. Mai 2009   | 1    | Ironman 70.3 St. Croix                           | St. Croix        |          |                                                                    |
| 5. Apr. 2009  | 2    | Ironman 70.3 New Orleans                         | New Orleans      |          | Zweite hinter der Schweizerin Natascha Badmann                     |
| 7. Sep. 2008  | 2    | Ironman 70.3 Monaco                              | Monaco           | 04:41:12 | [ 6 ]                                                              |
| Aug. 2008     | 1    | Aberfeldy Scottish Middle Distance Championships | Aberfeldy        |          |                                                                    |
| März 2008     | 6    | Ironman 70.3 California                          | Oceanside        |          |                                                                    |
| Nov. 2007     | 6    | Ironman 70.3 Clearwater – World Championships    | Clearwater       |          |                                                                    |
| Mai 2007      | 2    | Ironman 70.3 St. Croix                           | Saint Croix      |          |                                                                    |
| Juni 2006     | 1    | UK Ironman 70.3                                  | Somerset         |          |                                                                    |
| 2003          | 2    | London Triathlon                                 | London           | 02:01:59 |                                                                    |
| 4. Aug. 2002  | 13   | Commonwealth Games 2002                          | Salford          | 02:10:52 | hinter der Kanadierin Carol Montgomery                             |

| Datum/Jahr    | Rang | Wettbewerb                                      | Austragungsort    | Zeit        | Bemerkung |
| ------------- | ---- | ----------------------------------------------- | ----------------- | ----------- | --- |
| 30. Juli 2014 | 1    | Triathlon EDF Alpe d’Huez                       | Alpe d’Huez       | 06:19:37,98 | Siegerin auf der Langdistanz                                                                                      |
| 22. Sep. 2013 | 3    | Ironman Lake Tahoe                              | Lake Tahoe        | 10:03:38    | |
| 8. Okt. 2011  | 11   | Ironman Hawaii                                  | Hawaii            | 09:22:07    | Ironman World Championship                                                                                        |
| 27. Juli 2011 | 1    | Triathlon EDF Alpe d’Huez                       | Alpe d’Huez       | 06:25:00    | Sieg auf der Langdistanz                                                                                          |
| 21. Mai 2011  | 1    | Ironman Texas                                   | The Woodlands     | 08:57:41    | zweiter Ironman-Sieg – mit einer Siegerzeit unter neun Stunden                                                    |
| 12. März 2011 | 3    | Abu Dhabi International Triathlon               | Abu Dhabi         | 07:31:12    | 3 km Schwimmen, 200 km Radfahren und 20 km Laufen                                                                 |
| 22. Mai 2010  | 1    | Ironman Lanzarote                               | Puerto del Carmen | 10:03:52    | Catriona Morrison schaffte ihren ersten Ironman-Sieg – trotz mehr als 30 Minuten Zeitverlust nach einer Radpanne. |
| 10. Okt. 2009 | 16   | Ironman Hawaii                                  | Hawaii            | 09:56:04    | |
| 12. Juli 2009 | 3    | Challenge Roth                                  | Roth              | 08:48:11    | schnellste Debüt-Zeit auf der Ironman-Distanz                                                                     |
| Juli 2007     | 3    | ITU Long Distance Triathlon World Championships | Lorient           | 04:05:57    | |

| Datum/Jahr    | Rang | Wettbewerb                                     | Austragungsort         | Zeit     | Bemerkung                                                                |
| ------------- | ---- | ---------------------------------------------- | ---------------------- | -------- | ------------------------------------------------------------------------ |
| 5. Sep. 2010  | 1    | ITU Duathlon World Championships               | Edinburgh              | 02:02:47 | Duathlon-Weltmeisterin                                                   |
| 23. Mai 2009  | 1    | ETU Duathlon European Championships            | Budapest               |          |                                                                          |
| 10. Aug. 2008 | 1    | ITU Long Distance Duathlon World Championships | Geel                   | 03:44:23 | Duathlon-Weltmeisterin                                                   |
| Aug. 2008     | 2    | ITU Duathlon World Championships               | Rimini                 |          | Duathlon-Vize-Weltmeisterin                                              |
| 21. Okt. 2007 | 1    | ITU Long Distance Duathlon World Championships | Richmond               | 03:34:56 | Duathlon-Weltmeisterin                                                   |
| 16. Juni 2007 | 1    | ETU Duathlon European Championships            | Edinburgh              | 02:11:30 | Duathlon-Europameisterin (10 km Laufen, 40 km Radfahren und 5 km Laufen) |
| Mai 2007      | 9    | ITU Duathlon World Championships               | Győr                   |          |                                                                          |
| Apr. 2007     | 1    | British Duathlon Championships                 | Ashbourne              |          |                                                                          |
| Apr. 2007     | 1    | Scottish Duathlon Championships                | Fife                   |          |                                                                          |
| 29. Juli 2006 | 1    | ITU Duathlon World Championships               | Corner Brook           |          | Duathlon-Weltmeisterin auf der Kurzdistanz                               |
| 2006          | 4    | ETU Duathlon European Championships            | Swansea                |          |                                                                          |
| 2006          | 1    | British Duathlon Championships                 | Vereinigtes Konigreich |          |                                                                          |
| 2005          | 2    | ITU Duathlon World Championships               | Newcastle              |          |                                                                          |
| 2005          | 7    | ETU Duathlon European Championships            | Debrecen               |          |                                                                          |